# Gundelsheim (Baviera)
Gundelsheim è un comune tedesco di 3 300 abitanti, situato nel land della Baviera.